# Нижний Новгород (городской округ)
Го́род Ни́жний Но́вгород, или городско́й о́круг го́род Ни́жний Но́вгород, — административно-территориальное образование (город областного значения) и муниципальное образование со статусом городского округа в Нижегородской области России.
Административный центр — город Нижний Новгород.

## Население
| 2002       | 2004       | 2005       | 2006       | 2007       | 2008       | 2009       |
| ---------- | ---------- | ---------- | ---------- | ---------- | ---------- | ---------- |
| 1 319 644  | ↘1 305 100 | ↘1 297 600 | ↘1 291 800 | ↘1 286 433 | ↘1 282 678 | ↘1 280 355 |
| 2010       | 2011       | 2012       | 2013       | 2014       | 2015       | 2016       |
| ↘1 259 738 | ↗1 261 549 | ↗1 263 621 | ↗1 268 840 | ↗1 272 719 | ↗1 276 560 | ↘1 275 532 |
| 2017       | 2018       | 2019       | 2020       | 2021       | 2023       | 2024       |
| ↘1 270 241 | ↘1 267 464 | ↘1 261 823 | ↗1 271 767 | ↘1 249 861 | ↘1 237 128 | ↘1 228 702 |
| 2025       |            |            |            |            |            |            |
| ↘1 222 172 |            |            |            |            |            |            |

## Административно-территориальное устройство
Город областного значения включает административно-территориальные образования:
- 8 внутригородских районов,
- 2 сельсовета (Березовопойменский, Новинский),
- 1 курортный посёлок (Зелёный Город).

Четырём внутригородским районам подчинены 20 населённых пунктов.
Районы города, деревни и посёлки не являются муниципальными образованиями.

### Населённые пункты
В состав города областного значения и городского округа (помимо Нижнего Новгорода) входят 20 населённых пунктов:
| №  | Населённый пункт     | Тип населённого пункта  | Население  | Район         | АДТ уровня сельсовета           |
| -- | -------------------- | ----------------------- | ---------- | ------------- | ------------------------------- |
| 1  | Нижний Новгород      | город                   | ↘1 198 245 | все 8 районов | -                               |
| 2  | Берёзовая Пойма      | посёлок                 | ↗978       | Московский    | Березовопойменский сельсовет    |
| 3  | Бешенцево            | деревня                 | ↗464       | Приокский     | -                               |
| 4  | Ближнеконстантиново  | деревня                 | ↗347       | Приокский     | -                               |
| 5  | Зелёный Город        | пгт (курортный посёлок) | ↘2044      | Нижегородский | курортный поселок Зеленый Город |
| 6  | Комарово             | деревня                 | ↗387       | Приокский     | Новинский сельсовет             |
| 7  | Кудьма               | посёлок                 | ↘2421      | Приокский     | Новинский сельсовет             |
| 8  | Кузнечиха            | деревня                 | ↗725       | Советский     | -                               |
| 9  | Кусаковка            | деревня                 | ↗773       | Приокский     | Новинский сельсовет             |
| 10 | Луч                  | посёлок                 | ↗330       | Приокский     | -                               |
| 11 | Ляхово               | деревня                 | ↘907       | Приокский     | -                               |
| 12 | Мордвинцево          | деревня                 | ↗277       | Приокский     | -                               |
| 13 | Новая                | деревня                 | ↗384       | Нижегородский | -                               |
| 14 | Новинки              | посёлок                 | ↗9606      | Приокский     | Новинский сельсовет             |
| 15 | Новопавловка         | деревня                 | ↘62        | Приокский     | Новинский сельсовет             |
| 16 | Новопокровское       | деревня                 | ↗426       | Советский     | -                               |
| 17 | Ольгино              | деревня                 | ↘363       | Приокский     | -                               |
| 18 | Подновье             | слобода                 | ↘1208      | Нижегородский | -                               |
| 19 | Ромашково            | деревня                 | ↘65        | Приокский     | Новинский сельсовет             |
| 20 | Сартаково            | деревня                 | ↗153       | Приокский     | Новинский сельсовет             |
| 21 | учхоза «Пригородный» | посёлок                 | ↘5         | Советский     | -                               |

1 января 2020 года в состав городского округа вошли все 7 населённых пунктов Новинского сельсовета, упразднённого как сельское поселение Богородского муниципального района и включённого в состав города областного значения как административно-территориальное образование.

## Местное самоуправление
Статус и границы городского округа установлены Законом Нижегородской области от 22 декабря 2005 года.

### Мэр города
- Шалабаев, Юрий Владимирович (и. о.) — с 6 мая 2020 года

### Городская дума
Городская дума Нижнего Новгорода является муниципальным органом законодательной власти. Состоит из 35 депутатов, избираемых гражданами на муниципальных выборах на срок 5 лет по мажоритарной избирательной системе. Статус и полномочия Думы определяются уставом Нижнего Новгорода.
Председатель Городской думы с 21 сентября 2020 года — Олег Вениаминович Лавричев.
Большинство в Думе, избранной в 2020 году, принадлежит партии «Единая Россия».